# Ceruncina tsinlinga
Ceruncina tsinlinga är en fjärilsart som beskrevs av Eugen Wehrli 1941. Ceruncina tsinlinga ingår i släktet Ceruncina och familjen mätare. Inga underarter finns listade i Catalogue of Life.